# 霍托維齊亞
49°52′49″N 25°37′26″E / 49.88028°N 25.62389°E

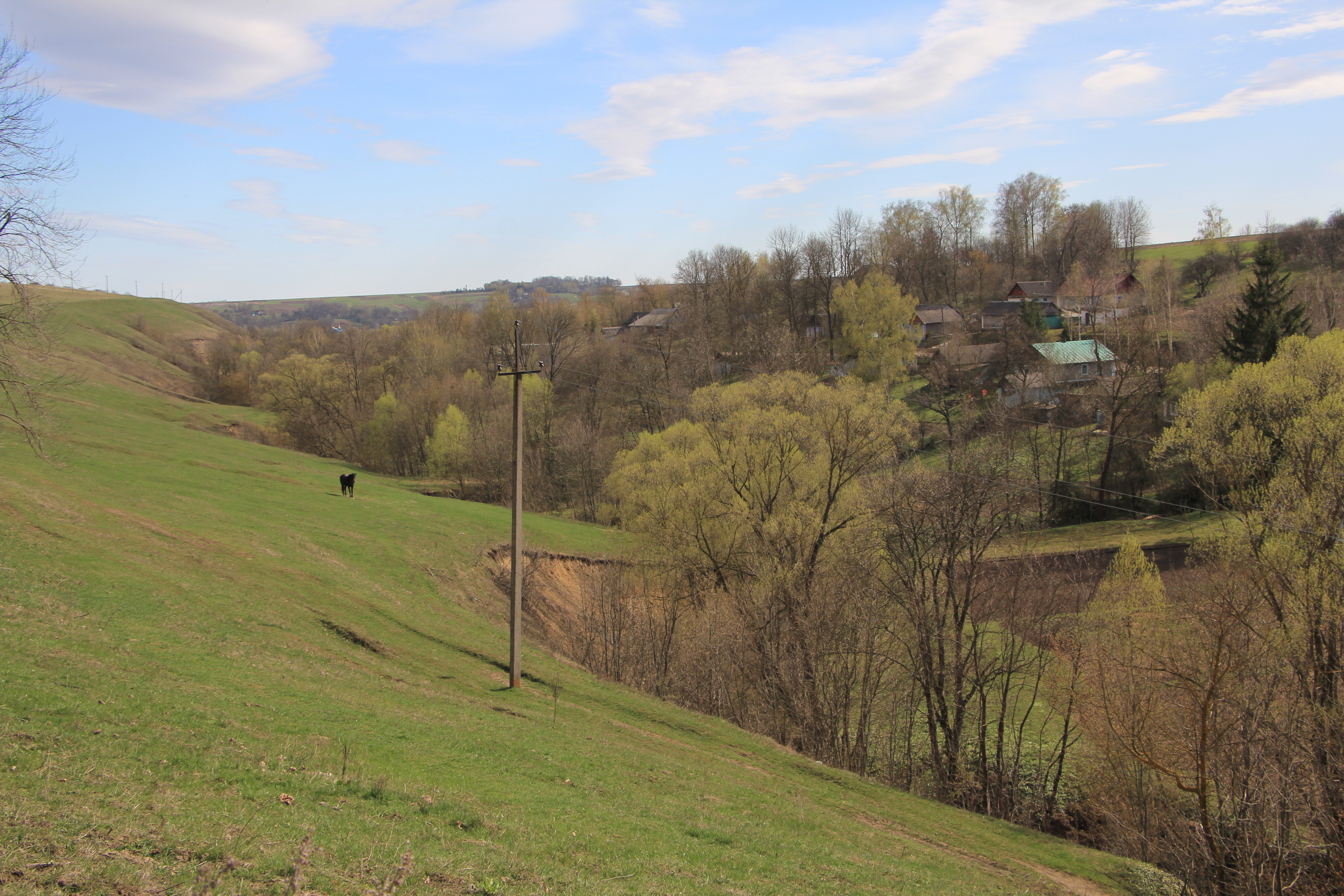

霍托維齊亞（烏克蘭語：Хотовиця），是烏克蘭的村落，位於該國西部捷爾諾波爾州，由克列梅涅茨區負責管轄，始建於1450年，面積9.88平方公里，2001年人口345，人口密度每平方公里34.9人。